# Storsåtklubben
Der Storsåtklubben (norwegisch für Großer Dreschflegel) ist ein 5 km langer Gebirgskamm im ostantarktischen Königin-Maud-Land. In der Mittleren Petermannkette des Wohlthatmassivs ragt er 8 km nordöstlich der Felsinsel auf.
Entdeckt und aus der Luft fotografiert wurde er bei der Deutschen Antarktischen Expedition 1938/39 unter der Leitung des Polarforschers Alfred Ritscher. Norwegische Kartographen, die ihn auch benannten, kartierten ihn anhand von Luftaufnahmen und Vermessungen der Dritten Norwegischen Antarktisexpedition (1956–1960).